# 兰萨库斯的斯特拉托
兰萨库斯的斯特拉托（希臘語：Στράτων ὁ Λαμψακηνός，前335年—前269年），是古希腊逍遥派哲学家，也是泰奥弗拉斯托斯死后吕刻昂的第三位院长。他特别致力于自然科学的研究，并在一定程度上增加了亚里士多德思想中的自然主义元素，他否认构建宇宙需要一位活跃的上帝，更倾向于将宇宙的运转置于自然界无意识的力量中。